# Tutmaç
La sopa de Tutmaç o Tutmaç çorbası és una sopa o çorba de la cuina turca feta amb llentilles verdes, i una mena de pasta casolana anomenada kesme. A banda dels ingredients bàsics, les receptes presenten diferències; algunes inclouen cigrons, i d'altres yarma (un producte de blat, o bulgur com la sopa de la imatge). Quan la sopa s'acaba de cuinar, generalment se li afegeix una mena de salsa (terbiye en turc) feta amb iogurt, farina de blat, suc de llimona i ous.
El Tutmaç és present a la cuina turca des del segle xi. 